# Aangna
Aangna – gaun wikas samiti we wschodniej części Nepalu w strefie Meći w dystrykcie Panchthar. Według nepalskiego spisu powszechnego z 2001 roku liczył on 638 gospodarstw domowych i 3693 mieszkańców (1865 kobiet i 1828 mężczyzn).